# 加賀本多博物館
加賀本多博物館（かがほんだ はくぶつかん）は、石川県金沢市にある博物館。公益財団法人藩老本多蔵品館が事業主体となり、運営している。

## 概要
加賀藩の家老を務めた本多氏の所蔵品、約1,000点をもとに、「藩老本多蔵品館」として1973年に開館した。藩主からの拝領品が多いが、中でも豊臣秀吉が命名したとされる「村雨の壷」は、初代本多政重が藩主前田利長から50,000石の加増を固辞した際に代わりに拝領したもので、「五万石の壷」という異名がある。
一旦閉館したのちに、2015年4月17日、「いしかわ赤レンガミュージアム」の一環として、石川県立歴史博物館敷地内に同居する形で「加賀本多博物館」としてリニューアルオープンした。

## 周辺
- 国立工芸館 - 当館北西に隣接
- 石川県立美術館
- 石川県立能楽堂
- 本多の森北電ホール
- 兼六園
- 中村記念美術館
- 鈴木大拙館
- 金沢神社
- 成巽閣

## 開館時間・休館日
- 開館時間：9:00 - 17:00
- 休館日：11月から2月の木曜日、年末年始（12月29日 - 1月3日）

## 交通アクセス
- 金沢駅からバスで20分「出羽町」または「成巽閣前」バス停下車
- 金沢ふらっとバス（菊川ルート）「県立美術館」バス停下車